# Pablo Novoa
Pablo Novoa (Vigo, 14 de abril de 1961) es un músico multiinstrumentista y productor discográfico español que formó parte de diversos grupos españoles como Golpes Bajos en los años 1980 o La Marabunta en los 1990 y ha colaborado con otros músicos como Nacho Mastretta, Josele Santiago o Iván Ferreiro.

## Biografía
En 1983 entró a formar parte del grupo vigués Golpes Bajos como guitarrista, en el que estuvo hasta su disolución en 1986. No fue invitado por los dos miembros fundadores del grupo (Germán Coppini y Teo Cardalda) para participar en la segunda etapa del grupo entre 1997 y 1998.
En 1993 se incorporó al grupo La Marabunta, en el que participó hasta 1997.
Entre 1998 y 1999 fue responsable de la dirección musical del programa Xabarín Club de la TVG.
A partir de entonces, se dedicó a la producción y a la colaboración con otros músicos, como Nacho Mastretta, Josele Santiago, Iván Ferreiro, Los Enemigos, Los Ronaldos, Julieta Venegas y Ketama, así como a la composición de varias bandas sonoras, destacando el cortometraje Pamela y la película Incautos.
En 2003 publicó su primer disco en solitario, Novoa cruza el Atlántico, bajo el sello Subterfuge Records.
En 2013 produce Enfermedades comunes, disco debut del grupo de pop punk vigués Paracetamol, editado en España por Rumble Records.
En 2014 publica junto al guitarrista Nono García el disco instrumental Radio pesquera, editado de la mano de El Volcán. Comienza también a participar como guitarrista en las giras de Iván Ferreiro.
Desde enero de 2016 hasta diciembre de 2021 toca como guitarrista en la banda que actuaba en vivo en el programa de televisión Late motiv de Andreu Buenafuente, que se emitió en #0 de Movistar+.
En 2018 colabora y produce el disco tributo a Golpes Bajos de Iván Ferreiro, Cena recalentada, editado por el sello Warner Music Group.

## Discografía

### Con Golpes Bajos
- Golpes bajos (Nuevos Medios, 1983).
- A santa compaña (Nuevos Medios, 1984).
- Devocionario (Nuevos Medios, 1985).

### Con La Marabunta
- La Marabunta (BMG, 1993).
- Los cuentos de la Marabunta (1996).
- La vida en rebajas (1997).

### Con Nono García
- Radio Pesquera (El Volcán, 2014).

### Bandas sonoras
- Pamela (cortometraje).
- Incautos (largometraje).
- Só Concertinas (documental).
- Contrabando (documental).

### En solitario
- Novoa cruza el Atlántico (Subterfuge Records, 2008).

### Producción
- Garabatos, de Josele Santiago (Virgin, 2006)
- Loco encontrao, de Josele Santiago (El Volcán, 2008)
- Lecciones de vértigo, de Josele Santiago (El Volcán, 2011)
- Enfermedades comunes, de Paracetamol (Rumble Records, 2013).
- Cena recalentada, de Iván Ferreiro (Warner Music Group, 2018).